# Donja Obrijež
Donja Obrijež je naselje u Republici Hrvatskoj u Požeško-slavonskoj županiji, u sastavu grada Pakraca.

## Zemljopis
Donja Obrijež se nalaze sjeverozapadno od Pakraca, susjedna naselja su Toranj na jugu, Kapetanovo Polje na zapadu, Ploštine na jugozapadu, Gornji Sređani na sjeveru te Veliki Banovac na zapadu.

## Stanovništvo
Prema popisu stanovništva iz 2011. godine Donja Obrijež je imala 235 stanovnika.
| broj stanovnika | 211   | 667   | 719   | 621   | 668   | 721   | 743   | 758   | 700   | 710   | 630   | 496   | 377   | 321   | 264   | 235   | 176   |
|                 | 1857. | 1869. | 1880. | 1890. | 1900. | 1910. | 1921. | 1931. | 1948. | 1953. | 1961. | 1971. | 1981. | 1991. | 2001. | 2011. | 2021. |

## Šport
- NK Croatia Donja Obrijež